# Markus Trautmann
Markus Trautmann (* 1970 in Vreden) ist ein deutscher römisch-katholischer Geistlicher, Theologe und Autor.

## Leben
Nach dem Abitur 1989 am Georgianum in Vreden und dem anschließenden Wehrdienst studierte er von 1990 bis 1996 Geschichte und katholische Theologie in Münster und Passau. Nach der pastoralen Ausbildung (1996–1999) in Bocholt und der Priesterweihe 1999 durch Bischof Reinhard Lettmann war er von 1999 bis 2008 Kaplan in Rees, Kevelaer und Lüdinghausen. Seit 2009 ist er Pfarrer in Dülmen.
Die Vorfahren Trautmanns wurden in Folge des Zweiten Weltkrieges aus Schlesien vertrieben. Gemeinsam mit seinem Bruder Ansgar verfasste Markus Trautmann 1988 ein Buch, das die Flucht und die Aufnahme in der neuen Heimat beschreibt und in den historischen Kontext setzt. Seine späteren Publikationen, Vorträge und Exkursionen befassen sich überwiegend mit christlichen Glaubenszeugen und Persönlichkeiten der Zeitgeschichte, ferner mit heutigen Zugängen zu katholischen Traditionen.

## Schriften (Auswahl)
- Die Vertriebenen in Vreden und Ammeloe (mit Ansgar Trautmann), Heimatverein Vreden, Vreden 1988, ISBN 978-3-926627-01-8
- Spurensuche in Münster, Dialogverlag, Münster, 2005, ISBN 978-3-937961-11-8
- Vom Papst den Kindern erzählt, Butzon & Bercker, 2006, ISBN 978-3-7666-0794-2
- Jesus trägt das schwere Kreuz. Passionsspiel für Kinder, Lahn-Verlag, Limburg, 2006, ISBN 3-7840-3358-X.
- Geistliche Wegstationen in Kevelaer / Wallfahrtsleitung Kevelaer. Butzon & Bercker, 2009, ISBN 978-3-7666-1283-0
- Weiße Rosen für den Löwen, (mit Verona Marliani-Eyll), Dialogverlag, Münster, 2009, ISBN 978-3-944974-47-7
  - Der dystopische Roman „Weiße Rosen für den Löwen“ nahm 2009 eine kommunalpolitische Debatte um die Benennung einer Schule nach Kardinal von Galen vorweg, die sich ab 2015 bis in Details in Schöppingen ereignete. (Anm.: Vgl. Buch und Drehbuch. Ein Roman und eine Provinzposse, in: M. Trautmann, Vom Löwen gefaucht und geschnurrt, Butzon & Bercker, ISBN 978-3-7666-2865-7 Kevelaer 2021, S. 35ff.)
- Mit Glaubensglut und Feuereifer. Werenfried van Straaten und Johannes Leppich. Zwei charismatische Gestalten im deutschen Nachkriegskatholizismus, Patris-Verlag, Vallendar 2009, ISBN 978-3-87620-336-2.
- Clemens August von Galen. Ich erhebe meine Stimme, Lahn-Verlag, Kevelaer 2010, ISBN 978-3-8367-0566-0.
- Ein Dülmener Dickkopf gibt nicht auf! – Friedrich Kaiser (1903–1993). Aus dem Münsterland zu den Indios, Laumann, Dülmen 2012, ISBN 978-3-89960-381-1.
- Unser Paulusdom in Münster : ein Begleiter für kleine und große Gäste, (mit Christiane Daldrup),  Dialogverlag, Münster, ISBN 978-3-941462-00-7
  - St. Paul’s Cathedral in Münster : a companion for our small and grown-up guests (mit Christiane Daldrup),  Dialogverlag, Münster, ISBN 978-3-941462-11-1 (formal falsch).
- Reihe ein Bilderbuch für Jung und Alt  (mit Bärbel Stangenberg),  Dialogverlag, Münster
  - Anna Katharina Emmerick, ISBN 978-3-944974-02-6
  - Bischof Friedrich Kaiser, ISBN 978-3-944974-23-1
  - Thomas von Kempen, ISBN 978-3-944974-13-2
  - Norbert von Xanten, ISBN 978-3-944974-35-4
  - Elisabeth und Nikolaus Groß, ISBN 978-3-944974-55-2
  - Gottfried von Cappenberg, ISBN 978-3-944974-65-1
- Botschafter des Himmels, (mit Christiane Daldrup), Dialogverlag, Münster, 2018, ISBN 978-3-944974-25-5
- Vom Löwen gefaucht und geschnurrt, Butzon & Bercker, 2021, ISBN 978-3-7666-2865-7